# Porttivaara (kulle i Norra Österbotten, Koillismaa, lat 65,62, long 28,70)
Porttivaara är en kulle i Finland. Den ligger i Taivalkoski och landskapet Norra Österbotten, i den nordöstra delen av landet, 600 km norr om huvudstaden Helsingfors. Toppen på Porttivaara är 300 meter över havet.
Terrängen runt Porttivaara är huvudsakligen platt.  Trakten runt Porttivaara är nära nog obefolkad, med mindre än två invånare per kvadratkilometer.